# Cephalopholis cruentata
Espèce
Statut de conservation UICN

 LC  : Préoccupation mineure
Cephalopholis cruentata, communément appelé Coné essaim, est une espèce de poissons de la famille des Serranidae.

## Description
Cephalopholis cruentata a le corps gris clair à brun rougeâtre, constellé de petites taches brun orangé. Il peut changer de couleur en variant du foncé au pâle.
Trois à cinq taches noires ou blanches sont parfois présentes le long de la base de sa nageoire dorsale et il a une nageoire caudale plus arrondie que les autres espèces du même genre. Les juvéniles ont le dessus du corps jaunâtre et une bande blanche qui débute de la lèvre inférieure jusqu'à la nuque. Il s'agit d'une espèce proche de Epinephelus guttatus et Epinephelus adscensionis.